# Puntuación Sonneborn–Berger
La puntuación de Sonneborn-Berger (o la puntuación de Neustadtl) es un sistema de puntuación que se utiliza a menudo para deshacer los empates en los torneos de ajedrez. Se calcula sumando la puntuación convencional de cada oponente derrotado y la mitad de la puntuación convencional de cada oponente empatado.
La puntuación de Neustadtl debe su nombre a Hermann Neustadtl, quien la propuso en una carta publicada en Chess Monthly en 1882. A menudo se denomina puntuación Sonneborn-Berger, aunque este es un nombre algo inapropiado, ya que William Sonneborn y Johann Berger fueron en realidad fuertes críticos del sistema; propusieron su propio sistema de desempate que agregaba el puntaje bruto de cada jugador, pero que no ayudaba con el desempate y, por lo tanto, nunca fue popular y no se usa en la actualidad.[cita requerida]
Los métodos de desempate más comunes en los torneos de ajedrez incluyen la puntuación de Neustadtl Sonneborn-Berger, la puntuación de cabeza a cabeza, la puntuación de Koya o favorecer al jugador con más victorias (o partidas con las piezas negras). En los eventos del sistema suizo, es usual la comparación de las puntuaciones de Buchholz y la suma de puntuaciones progresivas.

## Puntuación de Neustadtl Sonneborn-Berger
La puntuación Neustadtl Sonneborn-Berger de un jugador se calcula sumando la suma de las puntuaciones convencionales de los jugadores a los que ha derrotado a la mitad de la suma de las puntuaciones convencionales de aquellos contra los que ha empatado.
El objetivo principal es dar más valor a una victoria/empate contra un jugador con una clasificación alta, que a una victoria/empate contra un jugador con una clasificación baja en el torneo.
Dado que los jugadores pueden compartir la misma puntuación Neustadtl, pueden ser necesarios otros medios para deshacer los empates; los métodos comunes incluyen considerar la puntuación en las partidas jugadas entre los jugadores empatados o favorecer al jugador con más victorias. Algunos torneos no utilizan el Neustadtl para desempatar. (Linares, por ejemplo, da preferencia al jugador con más victorias), y otros no emplean ningún método de desempate, compartiendo el premio en metálico que se ofrece entre los jugadores. En campeonatos nacionales o eventos que actúen como torneos clasificatorios para otros, puede haber un desempate relámpago entre los jugadores empatados. Neustadtl sigue siendo el método de desempate más frecuente en los torneos de todos contra todos, aunque en los eventos del sistema suizo, la comparación de las puntuaciones de Buchholz y la suma de puntuaciones progresivas es más frecuente.

### Ejemplo
Como ejemplo del sistema en acción, aquí está la tabla cruzada de la final del Campeonato Mundial de Ajedrez por Correspondencia de 1975–80 (aquí cs indica puntaje convencional, ns puntaje de Neustadtl):
|    | Jugador      | 1 | 2 | 3 | 4 | 5 | 6 | 7 | 8 | 9 | 10 | 11 | 12 | 13 | 14 | 15 | cs   | ns    |
| -- | ------------ | - | - | - | - | - | - | - | - | - | -- | -- | -- | -- | -- | -- | ---- | ----- |
| 1  | Slot         | X | ½ | ½ | 1 | ½ | ½ | 1 | 1 | ½ | 1  | ½  | 1  | 1  | 1  | 1  | 11   | 69.5  |
| 2  | Zagorovsky   | ½ | X | 0 | ½ | 1 | ½ | 1 | 1 | 1 | ½  | 1  | 1  | 1  | 1  | 1  | 11   | 66.75 |
| 3  | Kosenkov     | ½ | 1 | X | ½ | ½ | ½ | ½ | ½ | 1 | 1  | ½  | 1  | 1  | 1  | 1  | 10.5 | 67.5  |
| 4  | Khasin       | 0 | ½ | ½ | X | ½ | 1 | ½ | 0 | 1 | 1  | ½  | 1  | ½  | 1  | ½  | 8.5  | 54.75 |
| 5  | Kletsel      | ½ | 0 | ½ | ½ | X | ½ | ½ | ½ | ½ | 0  | 1  | 1  | ½  | 1  | 1  | 8    | 47.75 |
| 6  | De Carbonnel | ½ | ½ | ½ | 0 | ½ | X | ½ | ½ | 0 | 1  | ½  | ½  | 0  | 1  | 1  | 7    | 45.25 |
| 7  | Arnlind      | 0 | 0 | ½ | ½ | ½ | ½ | X | ½ | 1 | 0  | ½  | ½  | 1  | 1  | ½  | 7    | 42.5  |
| 8  | Dunhaupt     | 0 | 0 | ½ | 1 | ½ | ½ | ½ | X | 0 | ½  | 1  | 0  | 1  | ½  | 1  | 7    | 41.5  |
| 9  | Maedler      | ½ | 0 | 0 | 0 | ½ | 1 | 0 | 1 | X | 1  | ½  | ½  | ½  | ½  | 1  | 7    | 41.5  |
| 10 | Estrin       | 0 | ½ | 0 | 0 | 1 | 0 | 1 | ½ | 0 | X  | 1  | 1  | 1  | 0  | 1  | 7    | 40.5  |
| 11 | Walther      | ½ | 0 | ½ | ½ | 0 | ½ | ½ | 0 | ½ | 0  | X  | 0  | 1  | ½  | 1  | 5.5  | 33.25 |
| 12 | Boey         | 0 | 0 | 0 | 0 | 0 | ½ | ½ | 1 | ½ | 0  | 1  | X  | ½  | ½  | 1  | 5.5  | 28.5  |
| 13 | Abramov      | 0 | 0 | 0 | ½ | ½ | 1 | 0 | 0 | ½ | 0  | 0  | ½  | X  | ½  | 1  | 4.5  | 24.75 |
| 14 | Siklos       | 0 | 0 | 0 | 0 | 0 | 0 | 0 | ½ | ½ | 1  | ½  | ½  | ½  | X  | 1  | 4.5  | 22.75 |
| 15 | Nun          | 0 | 0 | 0 | ½ | 0 | 0 | ½ | 0 | 0 | 0  | 0  | 0  | 0  | 0  | X  | 1    | 7.75  |

Como puede verse, tanto Jørn Sloth como Vladimir Zagorovsky terminaron con 11 puntos en 14 partidas, pero Sloth fue declarado Campeón del Mundo de Ajedrez por Correspondencia debido a su superior puntuación de Neustadtl de 69,5 frente a los 66,75 de Zagovorsky.
La puntuación de Sloth se calcula como:
0.5*11 + 0.5*10.5 + 1.0*8.5 + 0.5*8.0 + 0.5*7.0 + 1.0*7.0 + 1.0*7.0 + 0.5*7.0 + 1.0*7.0 + 0.5*5.5 + 1.0*5.5 + 1.0*4.5 + 1.0*4.5 + 1.0*1.0 = 69.5

## Puntuación de Sonneborn-Berger no Neustadtl
La puntuación Non-Neustadtl Sonneborn-Berger es el sistema de puntuación propuesto por William Sonneborn y Johann Berger como una mejora de la puntuación de Neustadtl. Sonneborn fue un fuerte crítico de la puntuación de Neustadtl, y sugirió añadir la puntuación bruta del jugador. Berger apoyó esto. En realidad, añadir la puntuación bruta no sirve de nada a la hora de clasificar a los jugadores empatados, por lo que la sugerencia desapareció y rara vez se utiliza hoy en día. Sin embargo, la puntuación de Neustadtl se conoce ahora comúnmente como puntuación de Sonneborn-Berger.